# Bahnhof Tübingen West
Der Bahnhof Tübingen West liegt im Westen der Stadt Tübingen an der Ammertalbahn.

## Geschichte
Der Bahnhof Tübingen West wurde als letzter Zwischenbahnhof der Ammertalbahn im Jahr 1910 eröffnet. Die Anlage bestand aus einem stattlichen Empfangsgebäude, einem freistehenden Güterschuppen, Kreuzungsgleis mit Seitenbahnsteigen, Kopf- und Seitenrampe, einer Gleiswaage (32 Tonnen), einem kleinen Überladekran, einem mechanischen Fahrdienstleiterstellwerk und mehreren Privatgleisanschlüssen.
Nach der Übernahme der Bahnanlagen durch den Zweckverband ÖPNV im Ammertal 1996 ist der Bahnhof komplett umgebaut worden. Das mechanische Stellwerk ist seit 1999 außer Betrieb. Es wurden die Güterverkehrsanlagen aufgelassen und ein Mittelbahnsteig zwischen den Hauptgleisen errichtet. Die fernbedienten Weichen wurden durch Rückfallweichen ersetzt. Zugfahrten werden durch zuggesteuerte Lichtein- und -ausfahrsignale gesichert. Empfangsgebäude und Güterschuppen sind noch vorhanden, werden aber privat genutzt.

## Anlagen

### Bahnhofsanlagen
Vor dem Bahnhof befinden sich Parkplätze, ein überdachter Fahrradstellplatz und eine Bushaltestelle. Der Bahnhof besteht aus zwei Gleisen an einem Mittelbahnsteig. Der Zugang zu den Gleisen ist durch einen ebenerdigen Übergang gewährleistet.

### Empfangsgebäude
Das für einen solch kleinen Bahnhof überdimensionierte Empfangsgebäude hat den damaligen Nutzen für den Bahnverkehr verloren. Im Erdgeschoss befinden sich nun ein Tanztheater-Probenraum und eine Cocktailbar mit Biergarten. In den oberen Etagen werden Mietwohnungen bereitgestellt.

## Betrieb
Der Bahnhof liegt im Tarifgebiet des Verkehrsverbunds Neckar-Alb-Donau, kurz naldo.

### Zugverkehr
Sämtliche Züge, die planmäßig die Ammertalbahn befahren, halten am Tübinger Westbahnhof.
| Verlauf | Verlauf                                                     | Taktfrequenz                                                        | Strecken     | Betreiber                              |
| ------- | ----------------------------------------------------------- | ------------------------------------------------------------------- | ------------ | -------------------------------------- |
| RB 63   | (Bad Urach –) Metzingen – Tübingen – Entringen – Herrenberg | 30 Minuten (Metzingen–Herrenberg), 60 Minuten (Bad Urach–Metzingen) | Ammertalbahn | DB ZugBus Regionalverkehr Alb-Bodensee |

### Busverkehr
Die Bushaltestelle Westbahnhof wird von den Linien 11, 12 und 14 des Stadtverkehrs Tübingen bedient und liegt unmittelbar vor dem Bahnhof.
| Linie | Verlauf | Taktfrequenz    |
| ----- | --- | --------------- |
| 11    | Hauptbahnhof–Neckarbrücke–Hölderinstraße–Bürgeramt–Krumme Brücke–Haagtor–Westbahnhof–Schwärzlocher Straße–Haagtor–Weberstraße–Stadtgraben–Nonnenhaus–Neckarbrücke–Hauptbahnhof | Halbstundentakt |
| 12    | Weststadt–Westbahnhof–Haagtor–Weberstraße–Stadtgraben–Nonnenhaus–Neckarbrücke–Hauptbahnhof                                                                                     | Halbstundentakt |
| 14    | BG Unfallklinik–Uni-Kliniken Berg–Calwerstraße–Rheinlandstraße–Westbahnhof | Halbstundentakt |